# Tbeti
Tbeti (ros. Tbiet) – wieś w Osetii Południowej, w regionie Cchinwali. W 2015 roku liczyła 648 mieszkańców.